# Highway 61 Revisited (Lied)
Highway 61 Revisited ist ein Folk-Rocksong von Bob Dylan. Der Titelsong seines sechsten Studioalbums, das am 30. August 1965 erschien, wurde im selben Jahr auch als B-Seite der Single Can You Please Crawl Out Your Window veröffentlicht.
Der Text schildert surrealistische Situationen, die alle auf dem Highway 61 enden.
2005 führte die Zeitschrift Rolling Stone Highway 61 Revisited in ihrer Liste der 500 besten Songs aller Zeiten auf Platz 373.

## Entstehung
Das Stück in der Fassung, wie es auf dem Album und als Single erschien, wurde am 2. August 1965 in einer Session aufgenommen, in der auch Ballad of a Thin Man, Queen Jane Approximately und Just Like Tom Thumb’s Blues entstanden sind. Als Musiker neben Dylan wirkten dabei Mike Bloomfield (Gitarre), Al Kooper (E-Piano), Paul Griffin (Piano), Harvey Brooks (Bass) und Sam Lay (Schlagzeug) mit. In den Credits wird für Bob Dylan als Instrument, neben Piano, Gitarre und Mundharmonika, auch „police car“ angegeben. Gemeint ist die in diesem Song ein paarmal eingesetzte Spielzeugflöte, die Al Kooper ins Studio mitgebracht hatte. Musikalisch ist Highway 61 Revisited Garage Rock. Song und Album wurden von Bob Johnston für Columbia Records produziert.

## Text
Der Liedtext besteht aus fünf Strophen mit je sieben Versen. Jede beschreibt ein groteskes Szenarium, als dessen „Lösung“ der Highway 61 präsentiert wird.
Die erste Strophe gibt indirekt das 22. Kapitel der Genesis wieder, in dem Gott von Abraham die Opferung Isaaks verlangt. Dylans Verse erscheinen teilweise wie eine Parodie auf die Bibel, wenn er singt:
Oh God said to Abraham, "Kill me a son"
Abe says, "Man, you must be puttin' me on"
Die Abkürzung Abrahams zu "Abe" nimmt dem religiösen Stammesvater seine Ernsthaftigkeit. Gottes Forderung erscheint ihm zuerst wie ein Scherz und als Gott erwidert, dass dem nicht der Fall sei, ist er völlig entgeistert. Gott meint daraufhin beleidigt, dass "Abe" machen könne, was er wolle, sich aber vorsehen soll, wenn sie sich das nächste Mal begegnen werden:
God say, "You can do what you want, Abe but
The next time you see me comin' you better run"
Abraham knickt daraufhin ein und fragt, wo er seinen Sohn töten soll. Gott antwortet ihm, auf dem Highway 61, was ein klarer Anachronismus ist, da es zu biblischen Zeiten weder die Autobahn, noch die USA gab. Was im Song fehlt, ist die Rettung Isaaks bzw. des Sohnes. Biografische Interpretationen heben hervor, dass Dylans eigener Vater Abraham hieß und "Abe" genannt wurde. Der dem Tode geweihte Sohn sei demnach Dylan selbst.
Die zweite Strophe beginnt mit Georgia Sam, der sich jenseits der Wohlfahrt befindet und trotz seiner blutenden Nase keine Unterstützung bekommt. Er fragt poor Howard, wohin er gehen könne, dem nur ein Ort einfalle. Sam erwidert, dass er eine schnelle Antwort brauche, da er auf der Flucht sei. Diese Tatsache und die Waffe, die Howard bei sich trägt, verweisen auf Kriminalität. Howard rät Sam, auf dem Highway 61 zu entfliehen.
In der dritten Strophe ist der Protagonist Mack the Finger und er wendet sich verzweifelt an Louie the King. Mack habe vierzig rot-weiße (oder rote, weiße) und blaue Schnürsenkel und tausend Telephone, die nicht klingeln, was darauf verweist, dass er keine Abnehmer für seine Ware findet. Mack fragt, was er mit diesen Sachen machen könne und Louie rät ihm nach kurzer Überlegung, sie auf dem Highway 61 abzuladen.
Blau-Weiß-Rot sind die Nationalfarben der USA, was möglicherweise impliziert, dass Patriotismus etwas ist, wofür man keinen Abnehmer mehr findet. Louies Antwort ist der Highway 61, was darauf verweist, dass die amerikanische Antwort darauf Streunen ist.
In der vierten Strophe gibt es keine Namen, sondern nur Bezeichnungen. Die fünfte Tochter wendet sich in der zwölften Nacht an den ersten Vater und spricht davon, dass ihr Teint zu weiß sei. Der erste Vater bestätigt das und will den Rat der zweiten Mutter hinzuziehen. Diese sei jedoch mit dem siebten Sohn auf dem Highway 61.
Der Erzähler spielt auf ein inzestuöses Verhältnis zwischen Kind und Mutter an oder zumindest einen Sittenbruch. Offen bleibt die Frage, ob zwischen den Vätern, Müttern, Töchtern und Söhnen überhaupt ein Verwandtschaftsverhältnis besteht. Die Zeitangabe twelfth night ist wohl eine Anspielung auf Shakespeares Komödie Was ihr wollt, die im Original Twelfth Night, or what you will heißt.
Die fünfte und letzte Strophe führt den reisenden Spieler ein, der gelangweilt ist und einen Promoter darum bittet, ihm zu helfen, einen neuen Weltkrieg zu arrangieren. Der Promoter ist völlig aus dem Häuschen und erwähnt, dass er so etwas noch nie gemacht habe. Im Grunde müsse das Ganze jedoch einfach zu machen sein. Man müsse nur Tribünen in die Sonne stellen und das Ganze auf dem Highway 61 geschehen lassen.
Möglich, dass Dylan hier die Politik während des Kalten Krieges beschreibt bzw. karikiert. Politiker als gelangweilte Glücksspieler und Kriege, die aus nichtigsten Anlässen begonnen werden. Selbst ein Laie wie der Promoter sei dazu imstande.

## Trivia
Der 2003 erschienene Film Die Stunde des Jägers von William Friedkin beginnt mit der Verlesung der ersten Strophe. Sie wird vorgelesen von Johnny Cash, einem langjährigen Freund von Bob Dylan. Die 2005 von James Mangold inszenierte Cash-Biografie Walk the Line enthält das Intro des Songs.
Der Song wurde von einer Reihe von Musikern gecovert, so etwa von Johnny Winter und Karen O (für den Soundtrack des Films I’m Not There) oder auch von Billy Joel.